# Marguerite Reynier
Pour les articles homonymes, voir Reynier.
Marguerite Reynier, née Marguerite Marie Broutet, le 15 décembre 1881 à Chissey-sur-Loue et morte le 7 octobre 1950 à Paris (12ème arrondissement), est une autrice pour la jeunesse et une institutrice  française.
Son ouvrage Petits paysans d’autrefois obtient le prix Sobrier-Arnould de l'Académie française en 1929. Elle participe à la création du bureau international d’éducation avec notamment Paul Faucher.
Elle est traductrice depuis l'allemand de l'œuvre des Frères Grimm.

## Biographie
Elle nait dans le Jura (à Chissey) d’une famille paysanne. Elle fréquente l’école normale d’institutrices de Lons-le-Saunier. Après l’obtention de son diplôme en 1900, elle occupe des postes d’institutrice dans le Jura. Puis elle sera tour à tour nommée aux lycées de Tournon, d’Orléans, puis au lycée Montaigne de Paris en 1913.
Elle se marie en 1914 à Jean Reynier, ancien élève de l’école normale supérieure qui enseigne la philosophie au lycée d’Orléans. Il décédera en 1915 au front.
Après le décès de son mari, ses amis et collègues de l’école normale supérieure l’entourent et l’introduisent dans le milieu universitaire et dans l’enseignement supérieur. Elle devient en 1920 secrétaire de la fondation Albert Kahn à Boulogne. Elle est alors en relation directe avec Albert Kahn et participe aux réceptions de nombreuses personnalités françaises et étrangères.
Cette activité ne dure pas longtemps, elle réintègre son poste de professeur au lycée Montaigne jusqu’en 1930.
En 1929 elle se marie avec son ami d’enfance Ernest Paget et l’accompagne dans ses fonctions de directeur de l’école primaire supérieure professionnelle à Bar-sur-Seine, puis à Dourdan.
Elle prend alors une retraite anticipée mais poursuit ses activités littéraires et pédagogiques. Elle écrit pour les enfants à partir de textes parfois complexes : Don Quichotte, David Copperfield, Les Mille et Une Nuits, Gargantua, etc. Puis elle souhaite évoquer ce qu’elle a connu petite fille, c’est alors que Flammarion édite Petits paysans d’autrefois et Le livre du petit compagnon.
Elle écrit ensuite avec son frère Félix Broutet Le livre des métiers paru chez Delalain, livre d’initiation à la lecture. S’ensuivront d’autres ouvrages et manuels scolaires (Lectures et travaux chez Sudel), ainsi que bon nombre d’articles en tant que rédactrice en chef du journal pour les jeunes gens Francs Jeux.
Elle écrit régulièrement dans la revue Pour L’ère nouvelle (revue mensuelle d’éducation nouvelle).
Au cours des dix dernières années de sa vie, elle étend ses activités et écrit notamment pour le Petit Écho de la mode.

## Œuvres

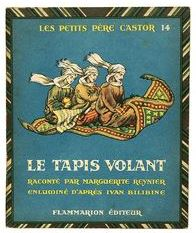

- 1929 : Petits paysans d’autrefois (Flammarion).

Prix Sobrier-Arnould de l’Académie française
- 1929 : Le livre du petit compagnon (Flammarion).
- 1933 : Album fée (Père Castor).
- 1934 : En famille (Père Castor).
- 1935 : Le Tapis volant, Le Tuyau d'ivoire et la Pomme magique (Père Castor).
- Charles Dickens David Copperfield, Adaptation de Marguerite Reynier, illustrations de Pierre Noury, Ernest Flammarion Éditeur, Paris, 1938